# Antígon (escultor)
Antígon (en llatí Antigonus, en grec Ἀντίγονος) fou un escultor i escriptor grec que va representar a les seves obres les batalles d'Àtal I i Èumenes II, uns dels primers reis de Pèrgam que van lluitar contra els gàlates.
Vivia encara el 239 aC. Plini el Vell diu Antigonus et perixyomenon, tyrannicidasque supra dictos. És probablement la mateixa persona de qui Diògenes Laerci diu que era escriptor i pintor.